# Mazaye
Mazaye, ou Mazayes, est une commune française située dans le département du Puy-de-Dôme, en région Auvergne-Rhône-Alpes. Elle fait partie de l'aire d'attraction de Clermont-Ferrand.
Ses habitants se nomment les Mazayais et les Mazayaises.

## Géographie

### Localisation
Mazaye est située à l'ouest du département du Puy-de-Dôme, à 17,4 km à l'ouest de la préfecture de département Clermont-Ferrand.
Cinq communes sont limitrophes (six en incluant le quadripoint avec Saint-Pierre-Roche) :
| Saint-Pierre-le-Chastel          |        | Saint-Ours |
| Gelles                           | Mazaye |            |
| Saint-Pierre-Roche (quadripoint) | Olby   | Ceyssat    |

### Climat
Pour des articles plus généraux, voir Climat d'Auvergne-Rhône-Alpes et Climat du Puy-de-Dôme.
En 2010, le climat de la commune est de type climat des marges montargnardes, selon une étude du Centre national de la recherche scientifique s'appuyant sur une série de données couvrant la période 1971-2000. En 2020, Météo-France publie une typologie des climats de la France métropolitaine dans laquelle la commune est exposée à un climat de montagne ou de marges de montagne et est dans la région climatique Ouest et nord-ouest du Massif Central, caractérisée par une pluviométrie annuelle de 900 à 1 500 mm, maximale en automne et en hiver.
Pour la période 1971-2000, la température annuelle moyenne est de 8,7 °C, avec une amplitude thermique annuelle de 15,3 °C. Le cumul annuel moyen de précipitations est de 991 mm, avec 11,2 jours de précipitations en janvier et 8,3 jours en juillet. Pour la période 1991-2020, la température moyenne annuelle observée sur la station météorologique de Météo-France la plus proche, « Gelles », sur la commune de Gelles à 8 km à vol d'oiseau, est de 9,5 °C et le cumul annuel moyen de précipitations est de 1 026,1 mm,. Pour l'avenir, les paramètres climatiques de la commune estimés pour 2050 selon différents scénarios d'émission de gaz à effet de serre sont consultables sur un site dédié publié par Météo-France en novembre 2022.

## Urbanisme

### Typologie
Au 1er janvier 2024, Mazaye est catégorisée commune rurale à habitat dispersé, selon la nouvelle grille communale de densité à sept niveaux définie par l'Insee en 2022.
Elle est située hors unité urbaine. Par ailleurs la commune fait partie de l'aire d'attraction de Clermont-Ferrand, dont elle est une commune de la couronne,. Cette aire, qui regroupe 209 communes, est catégorisée dans les aires de 200 000 à moins de 700 000 habitants,.

### Occupation des sols
L'occupation des sols de la commune, telle qu'elle ressort de la base de données européenne d’occupation biophysique des sols Corine Land Cover (CLC), est marquée par l'importance des territoires agricoles (56,3 % en 2018), en diminution par rapport à 1990 (57,1 %). La répartition détaillée en 2018 est la suivante : prairies (49,8 %), forêts (39,9 %), zones agricoles hétérogènes (6,6 %), zones urbanisées (3,7 %). L'évolution de l’occupation des sols de la commune et de ses infrastructures peut être observée sur les différentes représentations cartographiques du territoire : la carte de Cassini (XVIIIe siècle), la carte d'état-major (1820-1866) et les cartes ou photos aériennes de l'IGN pour la période actuelle (1950 à aujourd'hui).

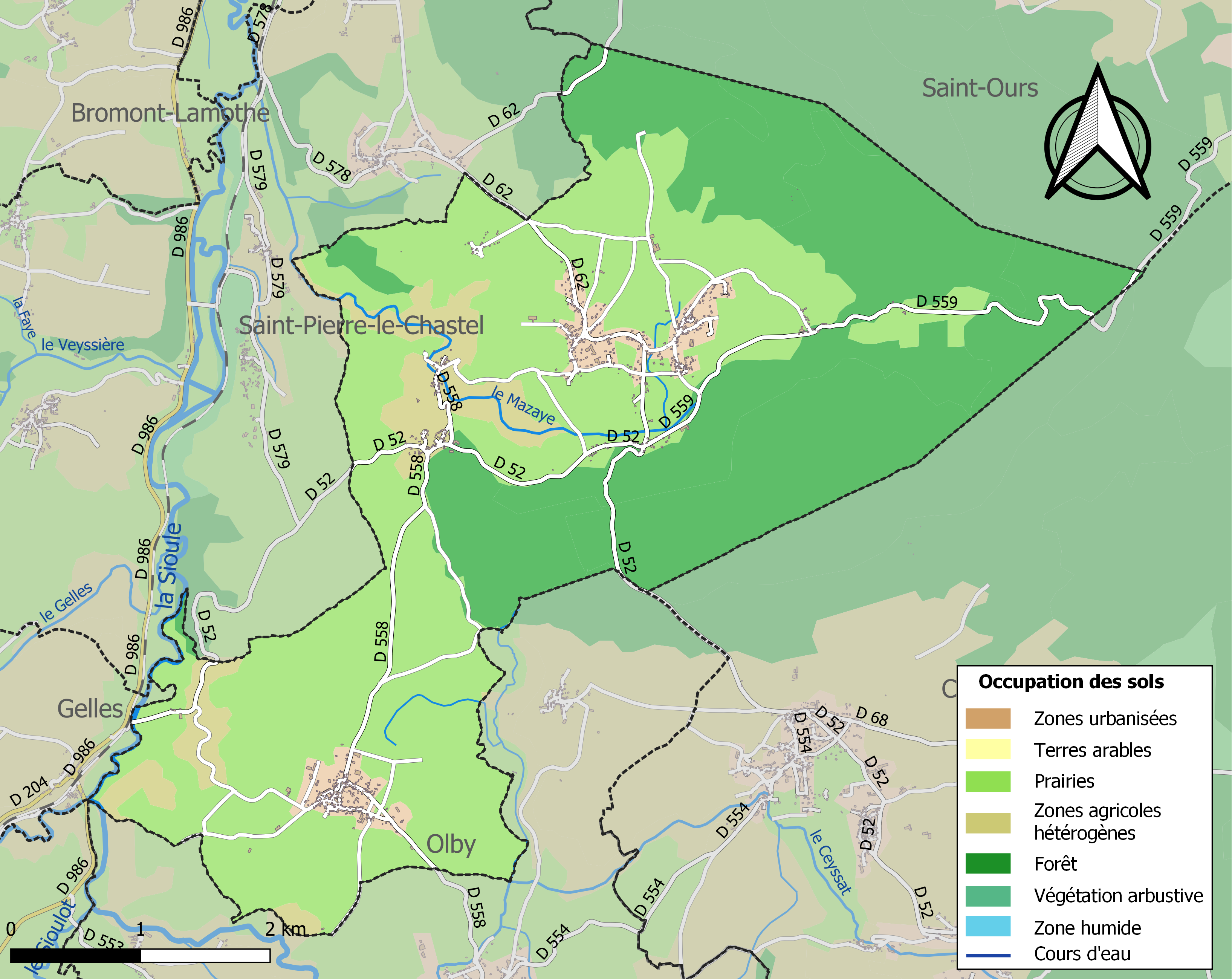
Carte des infrastructures et de l'occupation des sols de la commune en 2018 (CLC).

### Voies de communication et transports
Mazaye est accessible par l'autoroute A89 (Bordeaux – Lyon) par l'échangeur 26 situé sur la commune de Bromont-Lamothe, près de Pontgibaud.
La route départementale 52, reliant La Miouze (commune de Gelles) à l'ouest et Ceyssat par le chef-lieu et le lieu-dit de Champille. La D 62 relie La Courteix (commune de Saint-Ours) et Bannières (commune de Saint-Pierre-le-Chastel) au lieu-dit de Champille en desservant le village de Petit Chambois. La D 558 relie Olby au sud et Mazaye Basse par Coheix et le chef-lieu. Enfin, une D 559 relie Champille au parc d'attractions Vulcania et à la D 941 en direction de Chanat-la-Mouteyre au nord-est, par Le Grand Chambois.
La gare de Clermont-Ferrand est située à 25 km par la route. Non loin de la commune passe la ligne d'Eygurande - Merlines à Clermont-Ferrand, avec une gare à La Miouze, sur la commune de Gelles. Aucune circulation voyageurs n'est assurée.

## Toponymie
Mazaye provient de « mas des eaux ».

## Histoire
Mazaye a connu une présence gallo-romaine révélée par des vestiges à plusieurs endroits de la commune. Ce territoire a ensuite été la possession des Montgascon puis, du XIIIe au XVIIe siècle, celle de l'évêché de Clairmont, à environ 30 kilomètres de Mazayes. Baronnie au XVIe siècle, on peut encore y voir les traces de son statut de fief avec le château fort de Chambois.
La mère de l'ancien homme politique français Eugène Rouher, Marie Boutarel veuve Rouher décédée au Grand Chambois le 25 octobre 1841, a laissé un souvenir important dans la commune de Mazaye comme en témoigne son épitaphe sur sa tombe située sous le proche de l'église du village. « Ici repose notre bonne mère Marie BOUTAREL veuve ROUHER 25 octobre 1841 », et sur une plaque plus récente à côté de la tombe « souvenirs et regrets à celle qui fut la mère des pauvres ».

## Politique et administration

### Découpage territorial
La commune de Mazaye est membre de la communauté de communes Dômes Sancy Artense, un établissement public de coopération intercommunale (EPCI) à fiscalité propre créé le 1er janvier 2017 dont le siège est à Rochefort-Montagne. Ce dernier est par ailleurs membre d'autres groupements intercommunaux. Jusqu'en 2016, elle faisait partie de la communauté de communes de Rochefort-Montagne.
Sur le plan administratif, elle est rattachée à l'arrondissement d'Issoire depuis 2017, à la circonscription administrative de l'État du Puy-de-Dôme et à la région Auvergne-Rhône-Alpes. Mazaye dépendait, en 1793, du district de Clermont-Ferrand et du canton d'Olby, puis en 1801 de l'arrondissement de Clermont-Ferrand et du canton de Rochefort (puis du canton de Rochefort-Montagne de 1896 à 2015).
Sur le plan électoral, elle dépend du canton d'Orcines pour l'élection des conseillers départementaux, depuis le redécoupage cantonal de 2014 entré en vigueur en 2015, et de la troisième circonscription du Puy-de-Dôme pour les élections législatives, depuis le dernier découpage électoral de 2010.

### Élections municipales et communautaires

#### Élections de 2020
Le conseil municipal de Mazaye, commune de moins de 1 000 habitants, est élu au scrutin majoritaire plurinominal à deux tours avec candidatures isolées ou groupées et possibilité de panachage. Compte tenu de la population communale, le nombre de sièges à pourvoir lors des élections municipales de 2020 est de 15. Sur les vingt-deux candidats en lice, quinze ont été élus dès le premier tour, le 15 mars 2020, avec un taux de participation de 70,63 %.

#### Chronologie des maires
| Période                                  | Période                   | Identité       | Étiquette | Qualité              |
| ---------------------------------------- | ------------------------- | -------------- | --------- | -------------------- |
| Les données manquantes sont à compléter. |                           |                |           |                      |
| 1884                                     | 1892                      | Jean Meignal   |           | cultivateur à Coheix |
|                                          |                           |                |           |                      |
| 1997                                     |                           | Pierre Laumond |           |                      |
|                                          |                           |                |           |                      |
| mars 2014                                | En cours (au 3 juin 2020) | Patrick Durand |           | Retraité SNCF        |

## Équipements et services publics

### Eau et déchets
Les déchèteries les plus proches sont à Saint-Ours et à Rochefort-Montagne.

### Enseignement
Mazaye dépend de l'académie de Clermont-Ferrand. Elle gère une école élémentaire publique, située à Mazayes Hautes ; celle-ci, construite en 2005, remplace les écoles des villages de Petit Chambois et de Coheix.
Les élèves poursuivent leur scolarité au collège Anna-Garcin-Mayade de Pontgibaud puis dans les lycées de Riom (Virlogeux ou Pierre-Joël-Bonté).

## Population et société

### Démographie
L'évolution du nombre d'habitants est connue à travers les recensements de la population effectués dans la commune depuis 1793. Pour les communes de moins de 10 000 habitants, une enquête de recensement portant sur toute la population est réalisée tous les cinq ans, les populations de référence des années intermédiaires étant quant à elles estimées par interpolation ou extrapolation. Pour la commune, le premier recensement exhaustif entrant dans le cadre du nouveau dispositif a été réalisé en 2004.

En 2022, la commune comptait 708 habitants, en évolution de −2,61 % par rapport à 2016 (Puy-de-Dôme : +2,1 %, France hors Mayotte : +2,11 %).
| 1793 | 1800 | 1806 | 1821 | 1831 | 1836 | 1841 | 1846 | 1851 |
| ---- | ---- | ---- | ---- | ---- | ---- | ---- | ---- | ---- |
| 684  | 633  | 775  | 834  | 774  | 833  | 836  | 903  | 927  |

| 1856 | 1861 | 1866 | 1872 | 1876 | 1881 | 1886 | 1891 | 1896 |
| ---- | ---- | ---- | ---- | ---- | ---- | ---- | ---- | ---- |
| 902  | 863  | 845  | 831  | 848  | 850  | 835  | 810  | 823  |

| 1901 | 1906 | 1911 | 1921 | 1926 | 1931 | 1936 | 1946 | 1954 |
| ---- | ---- | ---- | ---- | ---- | ---- | ---- | ---- | ---- |
| 782  | 809  | 739  | 637  | 629  | 634  | 608  | 584  | 558  |

| 1962 | 1968 | 1975 | 1982 | 1990 | 1999 | 2004 | 2006 | 2009 |
| ---- | ---- | ---- | ---- | ---- | ---- | ---- | ---- | ---- |
| 499  | 466  | 460  | 457  | 537  | 560  | 608  | 613  | 684  |

| 2014 | 2019 | 2022 | - | - | - | - | - | - |
| ---- | ---- | ---- | - | - | - | - | - | - |
| 719  | 716  | 708  | - | - | - | - | - | - |

## Culture locale et patrimoine

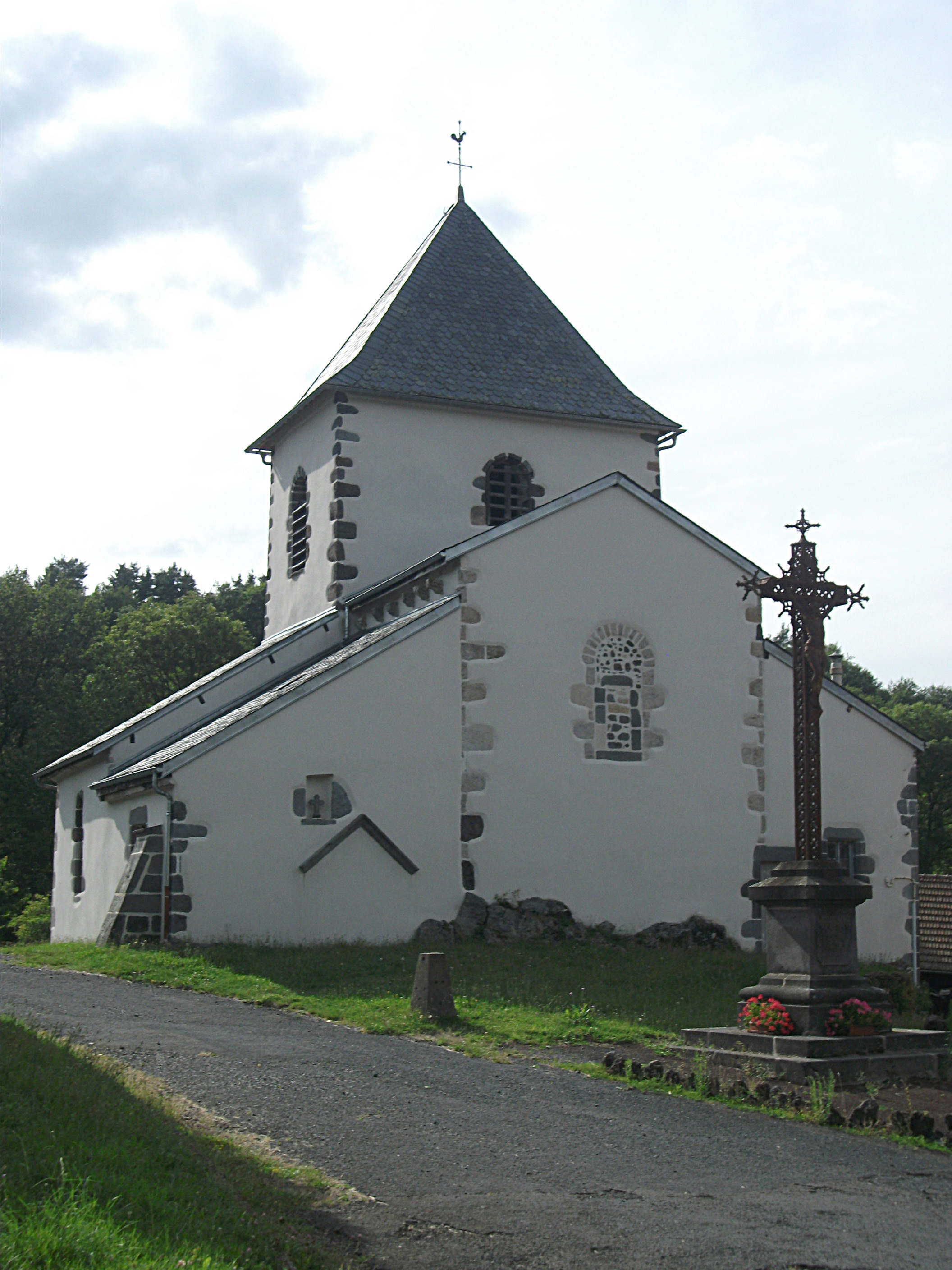
L'église.

### Lieux et monuments
Quinze édifices sont répertoriés à Mazaye dans la base de la plateforme ouverte du patrimoine du Patrimoine architectural dont :
- L'église paroissiale Saint-Germain.

le chœur est du XIIe siècle, les chapelles latérales du XVe siècle.
- Croix monumentales du XVIIe et du XVIIIe siècle[35].

.